# Labramia
Labramia là một chi thực vật thuộc họ Sapotaceae.

## Từ nguyên
Danh pháp Labramia là để vinh danh Jonas David Labram (1785-1852), họa sĩ minh họa các sách Sammlung von Schweizer Pflanzen (Bộ sưu tập thực vật Thụy Sĩ) và Sammlung von Zierpfanzen (Bộ sưu tập cây cảnh) của nhà thực vật học người Thụy Sĩ Johannes Jacob Hegetschweiler (1789-1839).

## Lịch sử phân loại
Năm 1844, Alphonse Louis Pierre Pyramus de Candolle mô tả chi Delastrea với loài duy nhất là Delastrea bojeri, theo mẫu vật mà Wenceslas Bojer (1795-1856) trước đó cho là có thể thuộc về chi Mimusops. Tuy nhiên, tại trang 672 trong cùng sách này de Candolle đã đổi tên chi thành Labramia, theo giải thích của ông là do trước đó vào năm 1843 Charles Tulasne (1816-1884) đã đặt tên cho một chi nấm là Delastria.

## Phân bố
Các loài trong chi này về cơ bản là đặc hữu Madagascar (trừ L. mayottensis).

## Các loài
Plants of the World Online (POWO) và World Checklist of Selected Plant Families (WCSP) công nhận 10 loài như sau:
- Labramia ambondrombeensis L.Gaut. & Randriarisoa, 2020
- Labramia ankaranaensis Aubrév., 1964
- Labramia boivinii (Pierre) Aubrév., 1964
- Labramia bojeri A.DC., 1844
- Labramia capuronii Aubrév., 1971
- Labramia costata (Hartog ex Baill.) Aubrév., 1963
- Labramia louvelii Aubrév., 1964
- Labramia mayottensis Labat, M.Pignal & O.Pascal, 1997: Comoros và Mayotte.
- Labramia platanoides Capuron ex Aubrév., 1964
- Labramia sambiranensis Capuron ex Aubrév., 1964